# Friquinique
Friquinique é uma obra brasileira de história em quadrinhos. Foi lançada em uma edição de luxo em 2013, reunindo material publicado originalmente ao longo de 2010 pelo site de cultura visual Ideiafixa com material inédito dos quadrinistas Rafael Sica, Eduardo Medeiros, Elcerdo e Stêvz. O livro foi lançado pela editora Beleléu em versão trilíngue (português, inglês e francês). Em 2014, o livro ganhou o 26º Troféu HQ Mix na categoria "publicação mix".